# Fort Fairfield (condado de Aroostook)
Fort Fairfield es un lugar designado por el censo ubicado en el condado de Aroostook en el estado estadounidense de Maine. En el Censo de 2010 tenía una población de 1.825 habitantes y una densidad poblacional de 231,41 personas por km².

## Geografía
Fort Fairfield se encuentra ubicado en las coordenadas 46°46′1″N 67°49′55″O / 46.76694, -67.83194. Según la Oficina del Censo de los Estados Unidos, Fort Fairfield tiene una superficie total de 7.89 km², de la cual 7.59 km² corresponden a tierra firme y (3.81%) 0.3 km² es agua.

## Demografía
Según el censo de 2010, había 1.825 personas residiendo en Fort Fairfield. La densidad de población era de 231,41 hab./km². De los 1.825 habitantes, Fort Fairfield estaba compuesto por el 96.22% blancos, el 0.99% eran afroamericanos, el 0.71% eran amerindios, el 0.11% eran asiáticos, el 0% eran isleños del Pacífico, el 0.49% eran de otras razas y el 1.48% pertenecían a dos o más razas. Del total de la población el 1.7% eran hispanos o latinos de cualquier raza.